# Aesiocopa concavata
Aesiocopa concavata är en fjärilsart som beskrevs av Edward Meyrick 1930. Aesiocopa concavata ingår i släktet Aesiocopa och familjen vecklare. Inga underarter finns listade i Catalogue of Life.